# Иванов, Сергей Алексеевич (футболист)
Серге́й Алексе́евич Ивано́в (7 января 1997, Санкт-Петербург, Россия) — российский футболист, полузащитник.

## Карьера
Воспитанник СДЮШОР «Зенит». В молодёжном первенстве дебютировал в 2015 году в матче 23-го тура против «Рубина», выйдя на замену вместо Павла Осипова. С июля 2015 года — игрок команды «Зенит-2». В сезоне 2016/17 выступал в аренде за словацкий «Кошице», в составе которого провел 22 матча во второй лиге, забил 3 гола. 
25 сентября 2019 года дебютировал за «Зенит» в гостевом матче 1/16 финала Кубка России — в игре против «Енисея» (2:1) вышел на замену на 88-й минуте.
В 2020 году провел полгода в аренде в самарских «Крыльях Советов», но не сыграл ни одного матча.
В сезоне 2020/21 выступал в аренде за словацкий «Земплин» (Михаловце), в составе которого провел 13 матчей в чемпионате Словакии. 
В сентябре 2022 года заключил контракт с «Алашкертом».